# 西尼沙·马利
西尼沙·马利（發音：[sǐniʃa mâːliː]；1972年8月25日—）是一位塞爾維亞政治家和經濟學家。他在2014年貝爾格勒市長選舉中勝出，並從2014年4月24日開始擔任貝爾格勒市長。。他擅長馬拉松運動。
西尼沙·马利现是塞尔维亚前进党（SNS）主席团成员以及塞尔维亚共和国财政部长。曾长期担任商业部门经济顾问。
中小学均毕业于贝尔格莱德，在贝尔格莱德第五中学毕业后，就读贝尔格莱德大学经济学院并取得学士和硕士学位。在大学期间曾获得该届最杰出学生奖并在毕业时获最佳毕业论文奖。1999年作为罗恩·布朗奖学金获得者在美国圣路易斯华盛顿大学获得金融硕士学位 (Master of Buisness Administration diploma)。 在求学期间曾担任商业金融专业五门课程的助教，毕业时获得金融专业最优秀学生奖并被评选为该年度美国最强二十所商学院中占百分之十的优秀学生之一。其博士论文为“重组和私有化过程创造价值——理论思想以及在塞尔维亚取得的成效”并于2013年在贝尔格莱德管理学院通过答辩。2017年6月，于国防和安全高级学校六期毕业，获得塞尔维亚共和国军队最高职业进修水平。

## 职业生涯
西尼沙·马利于2001年2月被任命为塞尔维亚共和国政府 经济和私有化部部长助理，专门负责私有化工作。同年底，出任塞尔维亚私有化局企业招标—拍卖中心主任，于2003年离任。 曾担任私有企业的经济顾问，从事金融服务领域的咨询工作。在出任负责私有化工作的经济部长助理前，曾在位于纽约的瑞士信贷第一波士顿、“合并与收购集团 (Mergers & Acquisitions)”工作，专门负责企业的收购和出售、商业分析的重组整顿与改善等业务；还曾就职于设在贝尔格莱德和布拉格的德勤分公司担任顾问，专业咨询领域包括公司的并购与出售、财务、金融重组、国营与私营企业经营的整顿改善。自2005年至2008年出任“贝尔格莱德NCA投资集团 (NCA Investment Group Doo Beograd)”房地产公司总经理。马利曾担任数家企业董事会主席，包括塞尔维亚菲亚特汽车、商业银行以及塞尔维亚航空公司监事会主席。 此外，马利还担任过在贝尔格莱德举行的欧洲田径锦标赛主办委员会主席以及2018年在贝尔格莱德举办的欧洲篮球联赛四强决赛主办委员会主席。 马利拥有金融分析师资质，是特许金融分析师协会 (CFA)会员，塞尔维亚富布赖特校友会会员、英国—塞尔维亚商务俱乐部会员、贝尔格莱德高尔夫俱乐部会员并是高尔夫绿卡的持有人。 此外，马利还获得了塞尔维亚有价证券委员会颁发的投资经理人执照。

## 政治生涯
马利自2014年4月至2018年5月曾担任贝尔格莱德市市长，此前于2013年11月被任命为贝尔格莱德市临时政府主席。在出任市长之前，曾担任当时的塞尔维亚共和国政府总理亚历山大·武契奇的经济和金融问题特别顾问。在担任贝尔格莱德市长期间，启动了市政府财政整改计划以减少贝尔格莱德市债务。
通过财政调整，使贝尔格莱德市债务从2014年的12亿欧元减少至一半并使市政府财政赤字减少到原来的四分之一。马利还对国营企业和公共事业公司进行整顿，仅在其任期的头三年内，这些企业和公司便扭亏为赢，从原来亏损20亿第纳尔到创净利润200亿第纳尔。在其担任市长期间，贝尔格莱德首次获得信用评级，即根据穆迪公司的评估，贝尔格莱德信用等级为BA3。
他还启动了贝尔格莱德市的许多重大投资项目，其中最重要的一项就是投资额为35亿欧元的“水上贝尔格莱德”项目，即位于贝尔格莱德市中心萨瓦河畔的大型综合建筑群的建设项目。这一城区在过去的数十年里一直未得到任何整治。
西尼沙·马利在贝尔格莱德市长任期内，启动了该市新的投资周期，宜家家居、首家希尔顿酒店、奥布雷诺瓦茨的MeiTa工厂 纷纷开业、投产；对斯拉维亚中心广场、解放大道、罗斯福总统大街、米·科瓦车维奇大街等城市主要街道进行了全面改建和维修；由中国路桥公司作为总承包商建设的跨多瑙河的普宾大桥正式通车；“马吉什2”水处理厂竣工；市中心街区全面步行化工程动工，包括将奥比利奇环路全面改造成无车区工程，以及现已完成的对科桑契奇环路和乌克·卡拉季奇[21大街的维修改造；现代艺术博物馆重新对外开放； 签署了建设维查和大乡两个废水处理厂以及奥布雷诺瓦茨—新贝尔格莱德供暖管道建设的合同。
马利在担任贝尔格莱德市长期间，开始启动中国文化中心的建设项目，该文化中心位于中国大使馆旧址并将是巴尔干地区第一个此类的文化中心。
马利因积极推动贝尔格莱德发展和改造计划被评为“2014年度最佳欧洲人”大奖，“波黑欧洲运动”于2017年给他颁发了“本地区最宽容的城市”奖。
马利从头参与了创立新塞尔维亚国家航空公司的工作，并曾担任该公司监事会主席，直到出任财政部长后辞去了这一职务。
作为公认的金融专家，马利拥有为世界最大咨询公司工作以及担任市长的丰富经验，尤其是他启动并实施了一系列计划和措施对贝尔格莱德市财政进行整顿，并使该市的债务减半并大大减少了财政赤字，使他于2018年5月被塞尔维亚共和国国民议会任命为塞尔维亚共和国政府财政部长。
西尼沙·马利在财长任期内，与中国路桥公司（CRBC）就博尔查工业园区建设项目签署了合作伙伴关系协议。预计该园区将招聘15,000名员工，总投资额为2.47亿欧元。
在他出任财长期间，还与紫金矿业集团股份有限公司签订了关于波尔矿业和冶炼厂私有化的合同，并在北京与中国山东玲珑轮胎股份有限公司签署协议，总投资为9.944亿美元（8.704亿欧元）。
在担任财政部长的第二年，马利使塞尔维亚重返国际资本市场。塞尔维亚政府于2019年两次以历史最低的利率在伦敦证券交易所发行了欧元债券，从而得以偿还了过去遗留下的利率高出许多的美元贷款。
截至2019年底，塞尔维亚的失业率为9.5％，首次降至10％以下，而青年失业率则从2012年的51.2％下降到今天的29.7％。
“惠誉国际”于2019年9月将塞尔维亚的信用评级从BB提升至BB+，评级前景还将继续稳定提升，而“穆迪”则将塞尔维亚共和国的信用评级从“稳定”上调至“积极”。财政部长西尼沙·马利表示，这是塞尔维亚改革取得显著成效的又一指标，同时也是国内经济发展的又一动力。
“标普全球”在2019年底将塞尔维亚的信用评级上调至BB+，并预测其经济具有进一步提升的积极前景，从而使塞尔维亚有望获得投资级的评级。
《金融时报》将塞尔维亚评选为2019年全球对外国投资最具吸引力的国家。塞尔维亚于2019年1月至9月吸引外国直接投资26亿欧元，比去年同期增长32％。
塞尔维亚于2019年在世界银行《营商环境报告》排名中晋升四位，目前排名第44位。
西尼沙·马利于2019年7月4日被任命为反洗钱和反恐怖主义融资协调机构主席，也是遏制灰色经济协调机构主席。他还被任命为塞尔维亚共和国在亚洲基础设施投资银行、欧洲复兴开发银行（EBRD）和世界银行等国际金融机构的理事。

## 个人生活
马利酷爱体育运动。因其对推进跆拳道运动的普及与发展所做的贡献，获封跆拳道荣誉黑带五段。他每年参加贝尔格莱德马拉松比赛的半程马拉松赛，并于2018年11月参加了在雅典举行的42公里全程马拉松赛，2019年9月参加了在柏林举行的全程马拉松。此外，他还被苏马地亚教区约万主教授予“克拉古耶瓦茨受难者”一级勋章，并得到塞尔维亚东正教伊里内亚牧首的祝福。
马利除了流利的英语，还能使用希腊语，目前正在学习汉语。
育有二子一女，长子特奥道尔、次子维克多和女儿劳拉。